# Vinclozolin

Strukturní vzorec vinclozolinu

Vinclozolin je chlororganická látka používaná v zemědělství jako fungicid.
Je považován za endokrinní disruptor s antiandrogenní aktivitou.
Způsobuje poruchy spermatogeneze a neplodnost.